# Kanton Clères
Kanton Clères is een voormalig kanton van het Franse departement Seine-Maritime. Het kanton maakte deel uit van het arrondissement Rouen. Het werd opgeheven bij decreet van 27 februari 2014 met uitwerking in maart 2015.

## Gemeenten
Het kanton Clères omvatte de volgende gemeenten:
- Anceaumeville
- Authieux-Ratiéville
- Le Bocasse
- Bosc-Guérard-Saint-Adrien
- Cailly
- Claville-Motteville
- Clères (hoofdplaats)
- Eslettes
- Esteville
- Fontaine-le-Bourg
- Frichemesnil
- Grugny
- La Houssaye-Béranger
- Mont-Cauvaire
- Montville
- Quincampoix
- La Rue-Saint-Pierre
- Saint-André-sur-Cailly
- Saint-Georges-sur-Fontaine
- Saint-Germain-sous-Cailly
- Sierville
- Yquebeuf